# Бобышев, Дмитрий Васильевич
Дми́трий Васи́льевич Бо́бышев (урожденный Мещеряков; род. 11 апреля 1936, Мариуполь) — русский поэт и переводчик, эссеист, литературовед. Автор выражения «ахматовские сироты». В 1979 году эмигрировал из СССР, с 1983 года — гражданин США.

## Биография
Родился 11 апреля 1936 года в Мариуполе. Отец — Вячеслав Мещеряков, архитектор; мать — Зинаида Ивановна Павлова (двоюродная сестра Г. С. Павлова), учёный-химик, жила а Ленинграде и уехала к родным перед родами первого ребёнка, после чего вернулась в Ленинград. С детства жил в Ленинграде. Весной 1941 года дед увёз его к себе в Мариуполь, где и застала их война. Им удалось эвакуироваться в Тбилиси, где Дмитрий Бобышев прожил до 1944 года. Во время блокады Ленинграда родители оставались в городе, отец умер. В 1944 году мать вторично вышла замуж, и ребёнка усыновил отчим, Василий Константинович Бобышев, дав ему свою фамилию.
В 1959 году окончил Ленинградский технологический институт, пять лет работал инженером по химическому оборудованию во ВНИПИЭТ, затем редактором на телевидении. 
Занимается стихотворным творчеством с середины 1950-х, активный участник ленинградского андеграундного литературного процесса 60-х и 70-х годов. Публиковался в самиздате (в том числе в журнале Александра Гинзбурга «Синтаксис»). В начале 1960-х годов вместе с Иосифом Бродским, Анатолием Найманом, Евгением Рейном Бобышев входил в ближайший круг Анны Ахматовой. Бобышеву, в частности, поэтесса посвятила одно из своих стихотворений («Пятая роза»).
В 1979 году эмигрировал из СССР. В том же году, в Париже, вышла первая книга стихов Бобышева — «Зияния». Живёт в США — в Урбана—Шампейн, штат Иллинойс. Профессор Иллинойсского университета, преподает русский язык и литературу. C 1983 года — гражданин США.
Автор десяти книг стихов, ряда поэтических переводов (современная американская поэзия), а также томов мемуарной прозы «Я здесь (человекотекст)» (2003), «Автопортрет в лицах (человекотекст, кн. 2)» (2008), и «Я в нетях» (2014). Автор-составитель раздела «Третья волна» в «Словаре поэтов русского зарубежья» (Санкт-Петербург, 1999). Входит в редколлегии журналов «Слово/Word» (Нью-Йорк) и «Эмигрантская лира» (Бельгия).

## Творчество
Поэзия Бобышева соперничает с поэзией Бродского в укорененности в полуторавековую русскую поэтическую традицию, но Бобышев выбирает более радикальные проявления этой традиции: одическую пышность XVIII века и футуристический поиск самодостаточных смыслов в звучании слова. Эти тенденции усиливаются в послеотъездном творчестве Бобышева, когда им дают новую пищу новые реалии, не обкатанная прежде русским стихом лексика и топонимика:
И — в Минехаху, а то — в Кикапу,
в Пивуоки, в Чатанугу с Чучею,
на чувачную — ту, что по броду — тропу:
по раста-барам тебя попотчую
(Из поэмы «Жизнь Урбанская», название которой прямо отсылает к стихотворению Державина «Евгению. Жизнь Званская».)
В стихах Бобышева речь идёт и о возрождении России к духовной жизни, и о возрождении традиций русского искусства, и о восстановлении корней, без которых — беспамятство нации. Безвременье. Оно и есть та духовная бездна из которой строки поэта взывают к Творцу. Это поэзия поворотного момента от духовной смерти общества к возрождению его самосознания.
И в толщах бытия куда мы денем
сей нужный возглас: «Человече, сгинь!»
Пусть удами во мне трепещет демон,
Но блудный сын свой путь уже проделал,
в отцовскую чернеющую синь!
Блудный сын — задавленный национальный дух, это в данном случае — синонимы. Так же возрождение страны — результат возрождения каждой отдельной личности. Никогда — от общества к человеку, только от человека — к обществу.
Возрождение же творчества одного поэта, каждого поэта (художника, артиста…) — есть условие и причина возрождения национальной культуры.
Из глубины земной, воздушной, водной,
сребрясь и восклубляясь голубым,
пусть разрастётся пульс во мне сегодня
до огненных и духовых глубин.
В поэтике эта позиция выражена тем, что поэт не приемлет «задубевших» мыслей и слов. Всё — в движении, зыбком, неуловимом, как чуткая листва ольхи, о которой в начале своего творческого пути писал Бобышев: «но есть в ней отчуждённость совершенства». Вот этой отчуждённости, неминуемо наступающей, когда что-то закончено, сделано, застыло — теперь не выносит поэт.
Символом вечной изменчивости у него становится морская волна. Цикл «Волны» весь построен по одному принципу: с волной в каждом стихотворении цикла сравнивается какое-то духовное или материальное явление. Единство цикла — в утверждении правоты всякой зыбкости, неопределённости, которая намного точнее, чем застывшая «отчуждённость совершенства».
Кто живущий у волн не знавал,
как идёт приобщение вещи
к ритму? Как начинается вал?
Вот порыв и пролёт, и провал…
Сам окрестит и тут же раскрещет.
Сколько раз он пловца принимал
в эти нежно-могучие клещи!
Ритм — основа сущности, мира, закономерность движения. Он — начало начал. Покой — есть несуществование. Ритм — свойственен всему, от бега планет до аккордов рояля, от структуры клетки, до строя языка, от песни и молитвы и до работы мотора, от колебаний электрона до архитектоники цветка. Симметрия — тоже ритм. Вне ритма нет жизни, нет даже мертвой материи! Ритм — олицетворение созидания, космоса в противоположность хаосу, структуры в противоположность энтропии (которая и есть дух несуществования).
Порядок не откроет совершенства,
Но в истово ритмической работе
родится нас рождающее женство…
Поэт сводит в одно волну, как символ ритма, любовь, как высшую творческую силу человека, само творчество, как таковое — «зато какую песню вы споёте…» В основе — волна, зыбкое колебание, изменчивость по законам ритма. И то, что мы не ведаем, порой, что творим, закономерно поэтому.
Не ведает волна своих глубин —
её волнует то, что тонко взбито
из полуслов, из полу-половин…
Красот овалами, обвалами лавин
расколебались тонны монолита;
волной к волне слагается молитва,
где слог — божествен, смысл — неуловим.
Осмысление этих закономерностей — первый шаг к познанию сути живого в той бездне, в которую упала Россия. И начинается возрождение с малого. В утверждении этих истин, в отражении этих процессов и есть философский смысл поэзии Бобышева.

## Цитаты
В стихах Бобышева речь идет о духовных переживаниях, видениях, о духовном опыте. Это поэзия философских поисков, причем в поисках смысла и красоты, Божественного в земном, в постижении материального мира всегда присутствует мир трансцендентный.
— В. Казак

Бобышев является одним из самых замечательных поэтов своего поколения.
Его ввела в литературу А. А. Ахматова, посвятившая ему стихотворение «Пятая роза».
Поэзия Бобышева метафизическая. Даже самые ранние его стихи напоминают псалмы, посвящённые «ласковому и грозному» Богу. В них он ищет небесное в земном, а человек для него не только «вещество плюс божество», но и «частица умная, живая»
— Настольная книга Русской литературы. Под редакцией Виктора Терраса. Изд. Йельского университета (США), 1985.

Бобышев — один из ярчайших поэтов ленинградского созвездия; его переезд на Запад в 1979 году был предварён сборником стихотворений «Зияния», вышедшем в Париже. С тех пор его самым впечатляющим произведением стали «Русские терцины» (1977—1978 гг.), начатые в Ленинграде и законченные в Милуоки.
— Дж. С. Смит

Стихи его стали сильнее, убедительнее, творческая индивидуальность выявилась отчётливее. Наступила творческая зрелость… Творческие поиски поэта — продолжаются. Он не стоит на месте.
— Вадим Шефнер

## Премии
- Премия «Пушкин и XXI век» (2020)[5]

## Издания
- Зияния: Стихи. — Paris: YMCA-Press, 1979., 238 с. [1] л. портр.
- Звери Св. Антония: Бестиарий. — Ил. Михаил Шемякин. — New York: Apollon Foundation, 1989. 50 с. — ил.
- Русские терцины и другие стихотворения. — СПб.: Всемирное слово, 1992. — 112 с.: с портр. на обороте облож. Худож. Игорь Тюльпанов. — 2500 экз.
- Полнота всего. — СПб.: Водолей, 1992. — 144 с., 3500 экз. ISBN 5-87852-004-4
- Ангелы и силы. — Нью-Йорк: Слово-Word, 1997.
- Я здесь. Человекотекст. — М.: Вагриус, 2003. — 400 c. ISBN 5-9560-0026-0 (в пер.)
- Знакомства слов: Избранные стихи. — М.: Новое литературное обозрение, 2003.
- Жар-Куст. — Paris: Editions de Montmartre, 2003.
- Ода воздухоплаванию: Стихи последних лет. — М.: Время, 2007. — 104 с. ISBN 978-5-9691-0238-5
- Автопортрет в лицах. Человекотекст, книга вторая. — М.: Время, 2008. ISBN 978-5-9691-0357-3
- Чувство огромности. — Франкфурт-на-Майне: Литературный европеец, 2017.
- Петербургские небожители и другие поэмы. — New York: Liberty Publishing House, 2018.
- Февраль на Таврической улице. — СПб / М.: Пальмира / RUGRAM, 2021.